# Jacob Barbireau

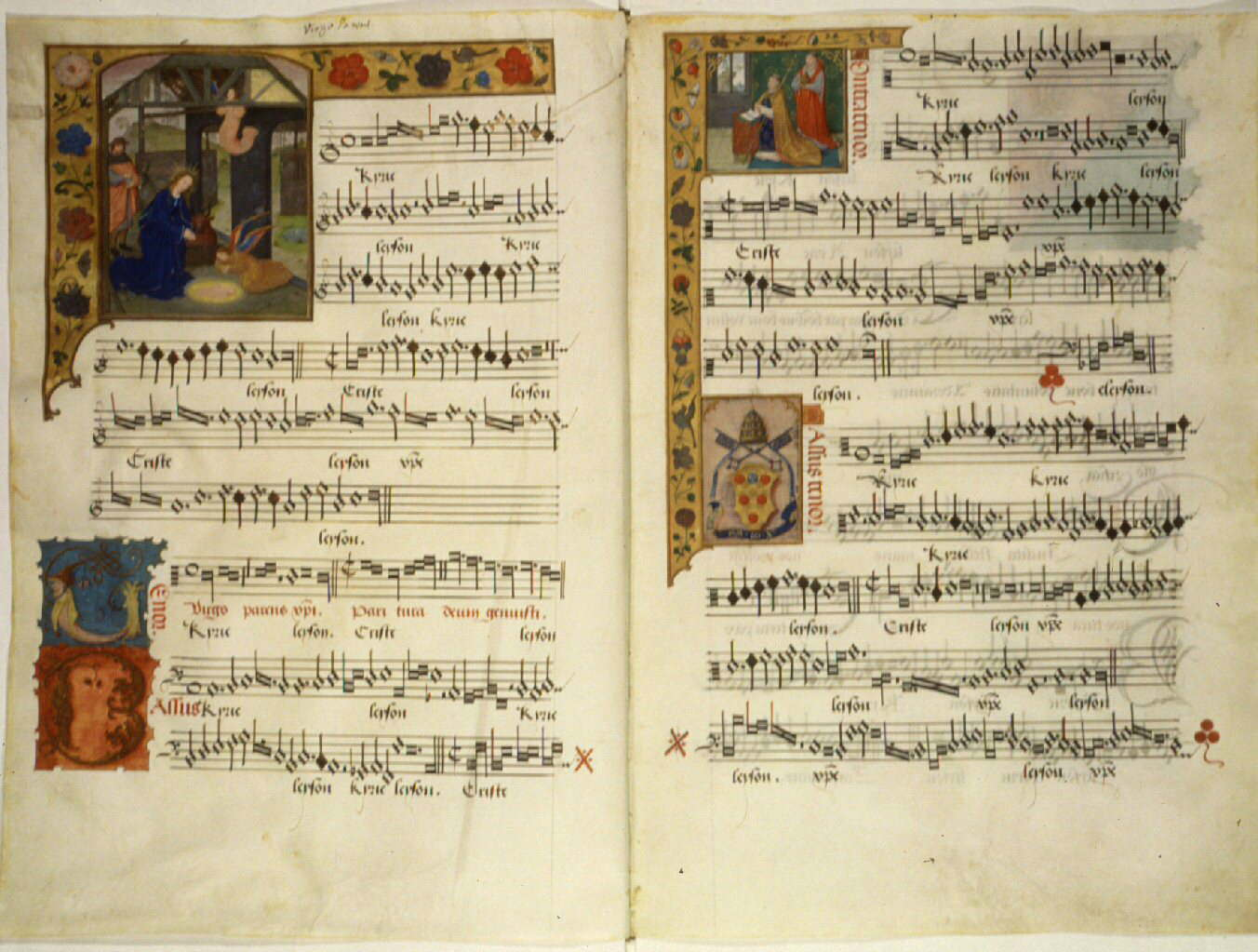
Illustrierte Handschrift der Missa Virgo parens Christi von Jacob Barbireau, Kopie aus dem frühen 16. Jahrhundert als Teil eines Geschenks an Papst Leo X.

Jacob Barbireau (auch Jacques B., * um 1455 in Antwerpen (?); † 7. August 1491 ebenda) war ein franko-flämischer Komponist und Sänger der frühen Renaissance.

## Leben und Wirken
Die Vorfahren von Jacob Barbireau gehörten der führenden Oberschicht seiner Heimatstadt an. Seine Eltern waren Jan Barbireau (1425/26–nach 1487) und Johanne, geb. van Sint Pol († 1487). Über seine Kindheit und Jugendzeit sind keine Informationen überliefert. Sein Geburtsjahr ergibt sich aus zwei Antwerpener Dokumenten von 1486 und 1487, in denen er als „etwa 31 Jahre alt“ bezeichnet wird. In einem späteren Dokument vom Mai 1512 wird eine Tochter des Komponisten, Jacomyne Barbireau (Lebenszeit: nach 1487 bis nach 1525) erwähnt. Nachdem die frühesten Dokumente über ihn als einen eifrigen und bildungsbeflissenen Studenten berichten, wird angenommen, dass er eine gediegene universitäre und musikalische Ausbildung erhalten hat. Als in der 2. Jahreshälfte 1487 der berühmte Humanist und Gelehrte Rudolf Agricola nach Antwerpen gekommen war, wurde er „von einer Anzahl von Kanonikern und vielen vornehmen Jugendlichen“ gebeten, für jährlich 100 Kronen Vorlesungen zu halten. Agricola war dazu bereit, wenn er dafür von der Stadt bezahlt werde; Barbireau erhielt den Auftrag, dies mit der Stadt Antwerpen auszuhandeln. Agricola erinnerte Barbireau in einem Brief aus Groningen vom 27. März 1482 an diese Vereinbarung. Durch politische Krisen entstanden aber Verzögerungen und Agricola erhielt erst sieben Monate später einen Brief seitens Barbireau mit der Nachricht, dass die Stadtoberen ihr Einverständnis gegeben haben. Agricola war zwischenzeitlich jedoch an den Heidelberger Hof von Kurfürst Philipp dem Aufrichtigen von der Pfalz gewechselt, mit Tätigkeit an der Universität Heidelberg, und verständigte Barbireau davon. Vorher schon hatte Barbireau den Wunsch nach Unterweisung durch Agricola geäußert; Agricola entsprach dem Wunsch durch das in Briefform gehaltene Werk „De formando studio“ vom Jahr 1484, einer Art Leitfaden für Barbireaus weiteres Studium. Im Gegenzug erbat sich Agricola von Barbireau Kompositionen für die Aufführung durch die Sänger der kurpfälzischen Hofkapelle.
Nachdem Barbireau schon seit Anfang der 1480er Jahre als Musiker und Komponist bekannt war und schon früh mit Antwerpens Hauptkirche Unserer Lieben Frauen in Verbindung stand, war er hier spätestens seit dem Jahr 1482 tätig. In den Rechnungsbüchern der Kirche ist er seit 1487 als zangmeester (Singmeister) oder als magister choralium (Lehrer der Chorknaben) vermerkt, hatte diese Stellung aber wohl schon drei Jahre früher inne. Seinerzeit bestand die Kapelle aus zwölf erwachsenen Sängern und acht Chorknaben. Der Singmeister wohnte mit den Chorknaben im koraalhuis, und es war seine Aufgabe, diese in Musik, in gutem Benehmen und in der Kenntnis des kirchlichen Rituals zu unterrichten sowie für ihren Lebensunterhalt zu sorgen. Täglich sieben Uhr morgens war eine Messe zu singen und abends die Laudae. Auch hatte der Singmeister die Aufgabe, beim Gottesdienst die Psalmen und Responsorien zu intonieren. Barbireau übte diese Tätigkeit mit Unterbrechungen bis zu seinem Tod aus.
Neben seiner Tätigkeit in Antwerpen hatte Barbireau auch engere Kontakte zum Hof des späteren Kaisers Maximilian I. Nach einem Aufenthalt in der niederländischen Stadt ’s-Hertogenbosch 1489 reiste er um die Jahreswende 1489/90 nach Buda und überbrachte Königin Beatrix von Ungarn (Amtszeit 1475–1490) einen Brief Maximilians. In dem Dankschreiben von Königin Beatrix, datiert vom 8. Januar 1490, wird Barbireau als „musicus prestantissimus“ (höchstrangiger Musiker) bezeichnet. Barbireau kehrte 1490/91 nach Antwerpen zurück und starb dort am 7. August 1491. Als Erben waren im Testament seine Frau (Eheschließung nach 1487) und seine Tochter Jacomyne vorgesehen.
Nachfolger als Singmeister an der Antwerpener Liebfrauenkirche waren zunächst vertretungsweise zwei oder drei andere Musiker und ab 1492 der Komponist Jacob Obrecht. Jodocus Beysselius (Besselius), ein gemeinsamer Freund von Barbireau und Rudolf Agricola, verfasste drei Gedenkschriften auf Barbireaus Tod.

## Bedeutung
Die bedeutsamsten Werke Barbireaus sind Messkompositionen, wobei die umfangreichste die fünfstimmige Messe „Virgo parens Christi“ ist, welche auf dem Eingangsteil des Marien-Responsoriums im 6. Modus beruht. Der Cantus firmus dieser Messe stimmt mit der Melodie des Fronleichnams-Responsoriums „Homo quidam fecit cenam magnam“ überein, deshalb wurde in späterer Zeit der Messe auch dieser Text unterlegt und bekam den Titel „De Venerabili Sacramento“. Die Messe „Faulx perverse“ stellt eines der wenigen Werke dar, die im nicht transponierten 2. Modus geschrieben sind. Typisch für sie ist die sehr freie Behandlung der vorgegebenen Melodien und ein meist vollstimmiger, selten imitatorischer Satz. Besondere Meisterschaft zeigt Barbireau in der Behandlung des Cantus firmus beim „Kyrie paschale“ (österliches Kyrie): Sie reicht vom lang mensurierten Vortrag der gregorianischen Melodie bis zur Verschmelzung innerhalb freier Melodien.
Die weltlichen Werke von Jacob Barbireau verwenden stärker die Kompositionsweise des imitatorischen Satzes. Zwei Chanson-Melodien Barbireaus wurden von Jacob Obrecht als Cantus firmus in zwei seiner Messen verwendet. Das Lied „Een vroylic wesen“ fand größte Verbreitung, auch in instrumentaler Bearbeitung, und wurde von Heinrich Isaac als Cantus firmus in seiner Messe „Frölich wesen“ verwendet, außerdem von Jacob Obrecht auf vier Stimmen erweitert.
Das hohe Ansehen, das Barbireaus Musik noch geraume Zeit nach seinem Tod genossen hat, ergibt sich auch aus der Tatsache, dass die Messen „Virgo parens Christi“ und „Faulx perverse“ sowie das „Kyrie paschale“ in die Prachthandschrift aufgenommen wurden, die anlässlich der Hochzeit von Kaiser Karl V. (Amtszeit 1519–1556) im Jahr 1526 entstanden ist. Wegen seiner Lebens- und Wirkungszeit und auf Grund seines musikalischen Stils gehört Jacob Barbireau zur 2. Generation der franko-flämischen Musik.

## Werke
Überliefert sind folgende Werke Barbireaus:
- Geistliche Werke
  - Missa „Virgo parens Christi“ / Missa „De Venerabili Sacramento“ zu fünf Stimmen
Quellen: Wien, Nationalbibliothek Ms 1783 (nr. 1), f. 1v-17r (Jacobus Barbyrianus); Rom, Bibl. Apostolica Vaticana, Ms Chigi CVIII 234 (nr. 20), f. 143v-153r (anonym, ohne Agnus Dei III)
  - Missa „Faulx perverse“ zu vier Stimmen
Quellen: Wien, Nationalbibliothek Ms. 11883 (nr. 13) f. 174v-185 (Barberiaw); Wien Nationalbibliothek Ms 1783 (nr. 2), f. 17v-33r (Barbiraw)
  - Kyrie paschale zu vier Stimmen
Quellen: Wien, Nationalbibliothek Ms 1883 (nr. 13), f. 167v-170r (Barbirianus); Wien, Nationalbibliothek Ms 15497 (nr. 1), f. 1v-5r (Barbireau); Jena, Universitätsbibliothek, Chorbuch 22 (nr. 86), f. 113v-116r (Barbiraw)
  - Motette „Osculetur me“ zu vier Stimmen
Quelle: Brüssel, Bibl. Royale, Ms 9126 (nr. 20), f. 174v-177r, (Jac. B.)
- Weltliche Werke
  - Chanson „Gracuuly et biaulx“ zu vier Stimmen
Quelle: Rom, Bibl. Casantense, Ms. 2856 (nr. 29), f. 32v-34r (B.)
  - Niederländisches Lied „Scon lief“ zu drei Stimmen
Quelle: Rom, Bibl. Casantense, Ms. 2856 (nr. 27), f. 30v-31r (Ja. Barbireau)
  - Niederländisches Lied „Een vroylic wesen“ (Qu’en dictes vous, Se une fois) zu drei Stimmen
Quellen: Kopenhagen 1848-2° (Jacquies d’Anvers), Segovia (nr. 94) f. 166r (Jacobus B.); RISM 15389 (im Jenaer Exemplar J.B. zugeschrieben). St. Gallen 462 (mit zusätzlichem Altus von J. Obrecht), 463 (mit zusätzlichem Altus von J. Obrecht). RISM 15389 (im Berliner Exemplar Obrecht zugeschrieben). Greifswald 640-41 (nur S,B; Isaac); Ulm, Domarchiv, Schermarsche Sammlung Ms. 237 a,b,c,d (anonym), Tournai, Bibliothek De la Ville, Chansonnier de Tournai (nr. 20) f. 26v.27r (anonym)

## Aufnahmen
- „Der Pfoben swanz“ (der Pfauen Schwanz) ein weltliches Stück, vermutlich ein Chorsatz, hier die Fassung für Regal:

Der Pfoben swanz (Barbireau), 1,9 MBⓘ (die Zuordnung stammt, wie die Aufnahme, aus einem Konzertprogramm mit alter Musik von 1990)